# Lido di Castel Fusano

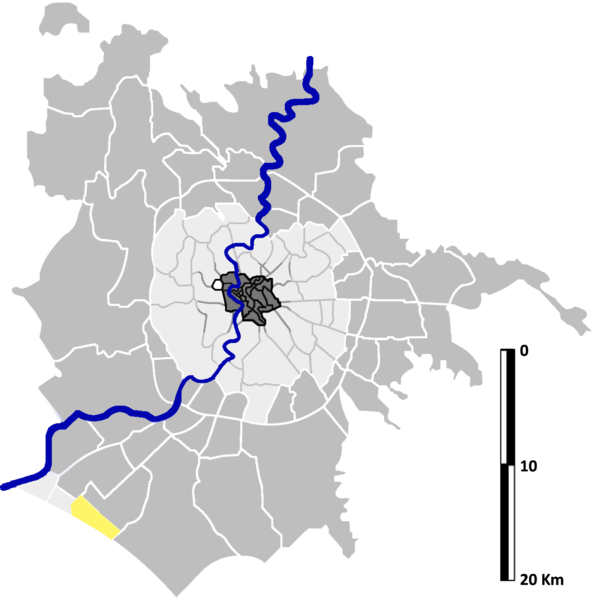
Quartiere Lido di Castel Fusano

Lido di Castel Fusano é o trigésimo-quinto e último quartiere de Roma e normalmente indicado como Q. XXXV. Seu nome é uma referência à fração de Óstia da região metropolitana de Roma Capitale. A palavra italiana "lido" significa "praia".

## Geografia
O quartiere de Lido di Ostia Levante fica no litoral do Mar Tirreno, completamente separado do centro da cidade de Roma. Suas fronteiras são:
- a noroeste está a zona urbana Z. XXXIV Casal Palocco, separada pelo Canale di Castel Fusano, da Via Mar Rosso até a Piazza di Castel Fusano.
- a nordeste está zona Z. XXX Castel Fusano, separada pela Viale della Villa di Plinio, da Piazza di Castel Fusano até a Via del Lido di Castel Porziano.
- a sudeste está a zona Z. XXIX Castel Porziano, separada pela Via del Lido di Castel Porziano, da Viale della Villa di Plinio até o Mar Tirreno.
- a sudoeste está o Mar Tirreno, da Via del Lido di Castel Porziano até o Canale di Castel Fusano.
- a oeste está o quartiere Q. XXXIV Lido di Ostia Levante, separado pelo Canale di Castel Fusano, do Mar Tirreno a a Via Mar Rosso.

## Vias e monumentos
- Parco urbano Pineta di Castel Fusano
- Riserva Naturale Litorale Romano‎

### Antiguidades romanas
- Villa della Palombara di Castel Fusano (conhecida como Villa di Plinio)[1][2]

## Edifícios

### Igrejas
- Chiesa di Villa di Plinio